# اتفاقية الشراكة الاقتصادية بين إندونيسيا واليابان

إندونيسيا واليابان

اتفاقية الشراكة الاقتصادية بين إندونيسيا واليابان هي اتفاقية ثنائية تم توقيعه بين إندونيسيا واليابان في 20 أغسطس 2007، ودخلت حيز التنفيذ منذ 1 يوليو 2008. عراب الاتفاقية هو رئيس الوزراء الياباني جونيتشيرو كويزومي، وهي أول اتفاقية للتجارة الحرة الثنائية لإندونيسيا. منذ عام 2013 طلبت إندونيسيا مراجعة شروط الاتفاقية، والمفاوضات جارية حاليًا.

## الاتفاقية
تضمنت الاتفاقية بنودًا تتعلق بالتجارة الحرة للسلع والخدمات بين البلدين من خلال إلغاء الرسوم الجمركية، مع تعديل لوائح الاستثمار لجذب المستثمرين اليابانيين إلى إندونيسيا. كما تناولت مواضيع محددة مثل الملكية الفكرية والإجراءات الجمركية وموارد الطاقة والموارد المعدنية. سمحت الاتفاقية أيضًا لبعض الممرضات الإندونيسيات بالعمل في اليابان.

## التاريخ
تم طرح اتفاقية تجارية بين اليابان ودول جنوب شرق آسيا بما في ذلك إندونيسيا كفكرة من قبل رئيس الوزراء الياباني آنذاك جونيشيرو كويزومي خلال زيارته إلى جاكرتا في يناير 2002 عندما قابل الرئيسة الإندونيسية ميجاواتي سوكارنوبوتري. وأجريت محادثات أخرى بين الاثنين عندما زارت ميجاواتى طوكيو في يونيو 2003. بعد انقطاع قصير بسبب الانتخابات الرئاسية الإندونيسية عام 2004 والتي شهدت استبدال ميغاواتي بسوسيلو بامبانج يودويونو، استمر تقدم الاتفاقية في ديسمبر 2004 عندما اتفق البلدان على تشكيل «مجموعة دراسة» لاستكشاف اتفاقية تجارة حرة محتملة. نُشرت نتائج مجموعة الدراسة في مايو 2005 وأوصت بإجراء مفاوضات بالتوازي مع الاتفاقية بين اليابان والآسيان.
أعلن بيان مشترك عقب اجتماع بين يودويونو وكويزومي في 2 يونيو 2005 عن بدء المفاوضات. بحلول نوفمبر 2006 أعلنت الحكومتان أنه تم التوصل إلى اتفاق «من حيث المبدأ»، على الرغم من أن الجولة السابعة والأخيرة من المفاوضات لم تحدث إلا في يونيو 2007. وافق مجلس الوزراء الياباني على شروط الاتفاقية الثنائية في 10 أغسطس، وتم التوقيع على الاتفاقية في 20 أغسطس 2007 في جاكرتا. دخلت المعاهدة حيز التنفيذ في 1 يوليو 2008. كانت أول اتفاقية ثنائية للتجارة الحرة في إندونيسيا.

### إعادة التفاوض
كجزء من الاتفاقية، تم إجراء مراجعة عامة في غضون خمس سنوات من بدإها، ودعت الحكومة الإندونيسية إلى إجراء مراجعة عام 2013. اعتبارًا من عام 2015 اتفق البلدان على إعادة التفاوض على شروط الاتفاقية، حيث يعتزم الجانب الإندونيسي في ظل الرئيس جوكو ويدودو على المستثمرين اليابانيين زيادة الاستثمارات في البنية التحتية الإندونيسية. استمرت المفاوضات طوال 2018 و2019 بهدف أولي لاستكمال المفاوضات بنهاية عام 2019. حتى يناير 2020 استمرت المفاوضات على اتفاق جديد للاتفاقية السابقة.